# Nové Dvory (Příbram)
Nové Dvory é uma comuna checa localizada na região da Boêmia Central, distrito de Příbram.